# Chambardia wahlbergi
Chambardia wahlbergi е вид мида от семейство Iridinidae. Видът не е застрашен от изчезване.

## Разпространение и местообитание
Разпространен е в Ангола, Ботсвана, Етиопия, Замбия, Зимбабве, Кения, Малави, Мозамбик, Намибия, Сиера Леоне, Танзания, Южен Судан и Южна Африка.
Обитава крайбрежията и пясъчните дъна на сладководни басейни и реки.